# Detlef Keller

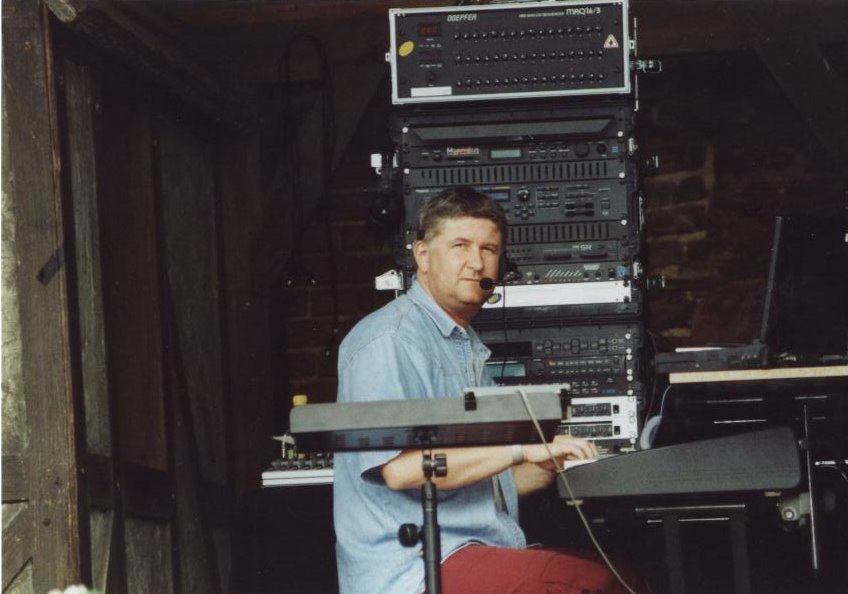
Detlef Keller

Detlef Keller (* 1959 in Duisburg) ist ein deutscher Musiker, der elektronische Musik komponiert und spielt. Neben seinen unten aufgeführten Soloalben hat er sich in der Elektronik-Szene auch durch die in Zusammenarbeit mit Mario Schönwälder entstandenen Werke einen Namen gemacht. Seine CDs wurden auf Schönwälders Manikin-Label produziert, auf dem auch Klaus Schulze zeitweise unter Vertrag stand. Auf Evosonic-Radio moderiert er die Sendung Ad Libitum.
Seit 2006 spielt er eine Freebeam-Laserharfe, welche ohne Gegenpart (Reflektoren o. Ä.) zu betreiben ist.
Gemeinsam mit seinen Freunden Bas B. Broekhuis und Mario Schönwälder bildet er das Trio BK&S (Broekhuis, Keller und Schönwälder).
Detlef Kellers Musikstil beinhaltet sowohl die klassische Berliner Schule als auch leichter bekömmliche, melodische Instrumentalmusik, teilweise mit Klavierstücken.

## Diskografie (nur Soloalben)
- Story of the Clouds (1994)
- Ways to the Rainbow (1996)
- The other Face (1997)
- Masquerade (1998)
- EM-Weihnacht (1998)
- Behind the Tears (1999)
- Different Faces (2002)
- Harmonic Steps (2005)
- Spaintronic (2023)